# Francesco Floriani
Francesco Floriani (Udine, ?? - ap. 1586) est un architecte et un peintre italien de la haute Renaissance.

## Biographie
À partir de 1523, Francesco Floriani travailla avec son jeune frère Antonio, sous la direction de Pellegrino da San Daniele, avec Luca Monverde et Sebastiano Florigerio.
Il passa de nombreuses années à Vienne au service de Maximilien II.
Il laissa un recueil de dessins à la plume concernant des projets de bâtiments publics (ponts, palais, théâtres, etc.).
Il excella dans la peinture de portraits.

## Œuvres
- Judith avec la tête coupée d'Holopherne,
- Retable (perdu ?), réalisé pour l'église de Reana, Udine.

## Sources
- x